# Giuseppe Citterio Salumificio

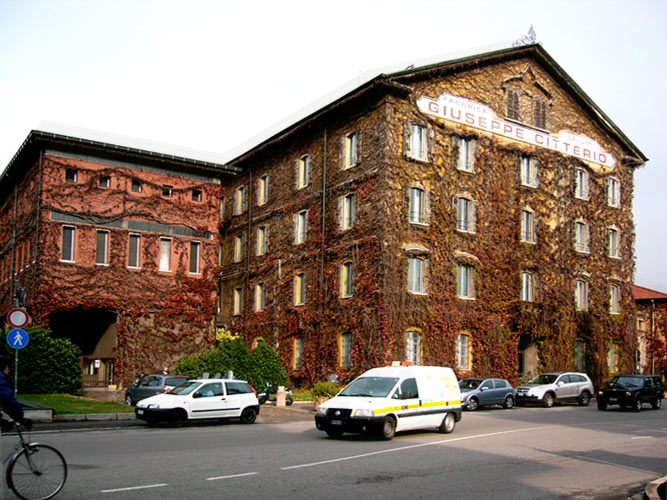
Sitz der Hauptverwaltung

Die Giuseppe Citterio Salumificio S.p.A. ist ein italienisches Unternehmen der Lebensmittelbranche.
Das 1878 von Giuseppe Citterio in Rho bei Mailand gegründete Unternehmen ist einer der traditionsreichsten Lebensmittelhersteller Italiens. Das Unternehmen begann bei seiner Gründung zunächst Salame Milano (Mailänder Salami) nach dem vom Gründer entwickelten Rezept herzustellen, die für den Export in die USA bestimmt war.
Giuseppe Citterio führte dabei ein Herstellungsverfahren für Salami ein, das sich von der traditionellen Methode unterschied, die bis dahin einem saisonalen Zyklus folgte. Er entwickelte ein spezielles Verfahren, um eine kontinuierliche Produktion zu gewährleisten. Dafür richtete er besondere Keller ein, die mit sogenannten „sguass“ ausgestattet waren, d. h. mit Fässern aus Zement, in denen sich während der Wintermonate Eis ansammelte.
Citterio nahm an der ersten Italienischen Nationalausstellung 1881 in Mailand teil und erhielt als offizielle Anerkennung die Medaglia d’Oro, die Goldmedaille, verliehen. Zwischen 1891 und 1894 wurde Citterio mit vier weiteren Goldmedaillen ausgezeichnet.
In den 1940er Jahren, während der militärischen Besetzung des Werkes in Rho, kam die Produktion komplett zum Erliegen und das Unternehmen wurde für kurze Zeit geschlossen.
1955 eröffnete Citterio im Werk ein chemisches Prüflabor. In diesem Labor konnten alle Herstellungsphasen geprüft und kontrolliert werden, um so die Sicherheit der Geräte und des Fleisches zu gewährleisten. Im Jahr 1958 begann das Unternehmen mit der Produktion und dem Verkauf von vakuumverpackten Wurstaufschnitt. In den 1960er Jahren erweiterte Citterio sein Angebot um weitere italienische Delikatessen und eröffnete mehrere neue Betriebe in den traditionellen Herkunftsgebieten der Produkte.
1986 führte Citterio die Schutzatmosphärenverpackung ein, um die Frische der Produkte zu bewahren.
Seit den 1990er Jahren bis in die 2000er Jahre hinein wird das Unternehmen von der fünften Generation der Familie Citterio geführt. Im Jahr 2008 wurde die Produktionsstätte in Santo Stefano Ticino eröffnet. Sie ist nach umweltfreundlichen Kriterien konzipiert, um den Kohlendioxidausstoß während der Produktion zu reduzieren.
Im Jahr 2015 nahm Citterio erneut an der Mailänder Expo teil und wurde zum Hauptpartner und Botschafter der italienischen Wurstwaren für die Expo 2015.
Das Unternehmen hat heute acht Werke in Italien und eines in Freeland in den USA, das 1974 eröffnet wurde. Die weltweite Belegschaft beträgt rund 1.400 Mitarbeiter.